# 饶凤翥
饶凤翥（1934年—2009年），男，江苏洪泽人，中华人民共和国政治人物，曾任中共甘肃省委常委、纪检委书记，甘肃省人大常委会副主任，第九届全国人大代表。